# Anoșkîne, Troițke
Anoșkîne (în ucraineană Аношкине) este un sat în comuna Topoli din raionul Troițke, regiunea Luhansk, Ucraina.

## Demografie
Componența lingvistică a localității Anoșkîne
     Rusă (96,53%)
     Ucraineană (2,31%)
Conform recensământului din 2001, majoritatea populației localității Anoșkîne era vorbitoare de rusă (96,53%), existând în minoritate și vorbitori de ucraineană (2,31%) și armeană (1,16%).